# Пеночка Лауры
Пеночка Лауры (лат. Phylloscopus laurae) — вид птиц из семейства пеночковых. Американский орнитолог Боултон (1901—1983) назвал пеночку именем своей первой жены Лауры (1899—1980), которая добыла типовой экземпляр.
Вид распространён в Африке: Ангола, Демократическая Республика Конго, Замбия, Танзания. Обитает в лесах тропического пояса Африки. Площадь ареала — 364 000 кв.км.
По данным BirdLife популяция стабильная, угроз численности нет.